# Encefalitis japonesa
La encefalitis japonesa es una flavovirosis transmitida por mosquitos que produce graves encefalitis en equinos y en seres humanos, y causa en el porcino camadas reducidas con momificación y mortinatalidad, y a menudo encefalitis congénita. Al mismo grupo pertenecen la encefalitis de San Luis, la encefalitis del Valle de Murray y la encefalitis por virus del Nilo Occidental.

## Causa
El agente (JEV) pertenece al género Flavivirus, del que es un representante típico. Muy próximo genéticamente y antigénicamente al virus del Nilo Occidental, presenta un virión de unos 40-50 nm, una nucleocápside icosaédrica y una envoltura lipoproteica con abundantes peplómeros. Las aproximadamente veinte variantes conocidas se agrupan en cuatro genotipos. De escasa resistencia fuera de hospedadores y vectores, es hemaglutinante y puede cultivarse fácilmente en embrión de pollo y en líneas celulares BHK (células de riñón de hamster bebé) y de origen porcino, con efecto citopático.[cita requerida]

## Epidemiología

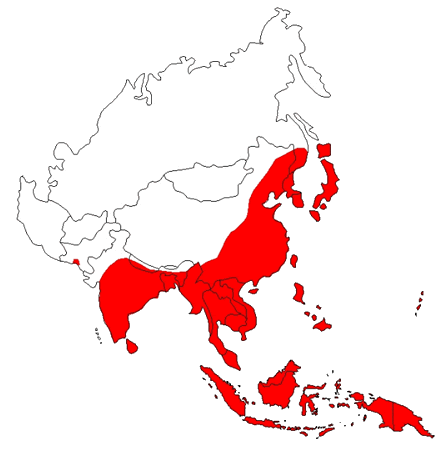
Las áreas en rojo muestran las zonas en que la encefalitis japonesa era endémica en el periodo 1970-1998.

## Hospedadores
Los cerdos son los principales reservorios del virus, y allí se multiplican intensamente. El principal reservorio de la infección está representado por los lechones infectados que, tras perder su inmunidad calostral, desarrollan una intensa viremia subclínica, que puede infectar a un gran número de vectores. Asimismo, los lechones infectados pueden eliminar virus por el semen, y las hembras gestantes pueden experimentar reducción de camadas, tras sufrir viremias transitorias.[cita requerida]
Los caballos y los seres humanos son reservorios finales a corto plazo, debido a que presentan bajas viremias y una mortalidad elevada. Y, aunque las vacas pueden infectarse, no desarrollan viremia ni tampoco enfermedad.[cita requerida]
En Japón tiene una gran importancia epidemiológica la familia Ardeidae (las garzas y las garcetas), al servir de vínculo epidemiológico entre las zonas rurales y las urbanas. En estos animales se desarrolla una infección subclínica que puede permanecer toda la vida.[cita requerida]

## Transmisión
El virus se transmite mediante la picadura de mosquitos de los géneros Culex y Aedes (principalmente, C. tritaeniorhynchus, C. annulus, C. fuscocephala y C. gelidus). Existe una estacionalidad de la enfermedad en relación con la biología de este mosquito, pues se presentan picos de incidencia a finales de primavera en los caballos y en los cerdos, y a finales de verano en los seres humanos.
Durante los meses invernales, el virus puede ser mantenido en murciélagos o bien en los propios vectores, debido a su transmisión transestadial y transovárica.[cita requerida]

## Especies sensibles
Las especies afectadas por la enfermedad son el ser humano, el caballo y el cerdo.[cita requerida]

## Distribución
Conocida desde 1871 en Japón, en 1924 produjo la muerte de 4000 personas. Fue intensamente estudiada por científicos estadounidenses a partir de la II Guerra Mundial. Quedó erradicada en Japón gracias a la vacunación de la población y a la utilización de pesticidas agrícolas. En los años más recientes, se ha estado presentando en diversas zonas de Asia templada y tropical, con una mayor incidencia en la India, en Nepal, en China, en Sri Lanka, en Filipinas y en Tailandia.[cita requerida]

## Presentación
La morbilidad es bastante escasa tanto en caballos como en humanos (<2 por ciento), pero la letalidad puede superar el 5 por ciento en caballos y el 30 por ciento en los seres humanos. En porcinos, la prevalencia de la infección es muy alta, pero solo la padecen las camadas infectadas intrauterinamente.[cita requerida]

## Patogenia
En los caballos, el período de incubación es de 8 a 10 días, y en los seres humanos es de 6 a 8 días; en cambio, en los cerdos puede ser aún más breve, y en las cerdas gestantes la infección es más virulenta cuanto más temprana; el virus atraviesa la placenta y causa muerte embrionaria o fetales y malformaciones.[cita requerida]
Una vez inoculado, el virus se replica en los ganglios nerviosos regionales y se difunde por vía linfohemática, provocando una viremia débil y a menudo afebril que induce una respuesta humoral que neutraliza en breve el virus circulante. En algunos casos, sin embargo, el virus llega a localizarse en el sistema nervioso central, donde se replica de nuevo y produce una grave encefalitis no purulenta. A menudo la producción local de anticuerpos consigue eliminar el virus, pero la letalidad es considerable y los supervivientes pueden sufrir graves secuelas neurológicas.[cita requerida]

## Clínica
- En el caballo la mayoría de las infecciones son subclínicas. La sintomatología general desarrollada es muy similar a la producida en la Encefalitis equina del Este (EEE) y en la del Oeste (WEE). Los signos iniciales son fiebre, dificultad locomotora, estupor y rechinamiento de dientes. En los casos más graves el cuadro evoluciona a ceguera, coma y muerte.
- En cerdas gestantes el proceso se manifiesta con repetición de celos, muerte fetal con momificación y malformaciones, y camadas reducidas y débiles. Los lechones que nacen infectados presentan temblores, convulsiones y acaban muriendo en poco tiempo. Los verracos infectados muestran baja calidad de semen y fertilidad reducida.

## Lesiones
Las lesiones encefalíticas suelen ser áreas bastante amplias de necrosis cortical, con neuronolisis y neuronofagia e intensa infiltración mononuclear, con algunas hemorragias. En las camadas porcinas afectadas suele observarse momificación fetal, pero los mortinatos y los fetos malformados pueden mostrar hidrocefalia, hipoplasia cerebelar y desmielinización espinal.[cita requerida]

## Diagnóstico
- Diagnóstico presuntivo de campo en caballos con sintomatología nerviosa con fiebre en periodos epizoóticos. En zonas templadas, la enfermedad se desarrolla a finales de verano y con las primeras precipitaciones. En las cerdas, cuando se produzcan abortos y mortinatos.
- Diagnóstico laboratorial mediante pruebas serológicas, tales como seroconversión en animales que sobreviven. Otras pruebas incluyen la fijación del complemento (FC), la inhibición de la hemaglutinación (IH) (véase hemaglutinación), la inmunofluorescencia (IF) y la prueba ELISA o pruebas virológicas mediante el aislamiento del virus en los animales que mueren.

## Erradicación
Existen vacunas eficaces, tanto atenuadas, obtenidas en BHK-21 para los caballos y en el cerebro de ratones lactantes para los cerdos, como inactivadas, obtenidas en BHK-21 para los seres humanos.
La lucha contra los vectores es una ayuda, pero no un paso confiable. Es muy conveniente eliminar los lugares de puesta de los mosquitos, mejorando los sistemas de riego y de drenaje. 
Se ha demostrado que la inmunización exhaustiva del reservorio amplificador porcino es el método más beneficioso, al contrarrestar uno de los principales vectores y reservorios.

## Aspectos zoonósicos
Están especialmente expuestos los ganaderos de porcino y sus vecinos en un radio de 2 km en áreas endémicas. La mayoría de los animales infectados cursan de modo leve o asintomático, pero algunos presentan un cuadro de tipo gripal, con fiebre, escalofríos, agotamiento, cefalalgia, náuseas y vómitos. Tras ello, suelen aparecer confusión y agitación, y posteriormente convulsiones, coma y muerte en el 30 por ciento de los casos. Las parálisis y trastornos psiquiátricos son secuelas en el 30 por ciento de los supervivientes. El uso de mosquiteros, repelentes de insectos y ropa protectora, la limpieza o drenaje de las aguas estancadas y las desinfecciones periódicas son una gran ayuda a la vacunación.[cita requerida]